# Gripopterygidae
Gripopterygidae zijn een familie van steenvliegen.

## Taxonomie
- Onderfamilie Antarctoperlinae Enderlein, 1909
  - Geslacht Antarctoperla Enderlein, 1905
  - Geslacht Araucanioperla Illies, 1963
  - Geslacht Ceratoperla Illies, 1963
  - Geslacht Chilenoperla Illies, 1963
  - Geslacht Ericiataperla Vera Sanchez, 2016
  - Geslacht Megandiperla Illies, 1960
  - Geslacht Pehuenioperla Vera Sanchez, 2009
  - Geslacht Pelurgoperla Illies, 1963
  - Geslacht Plegoperla Illies, 1963
  - Geslacht Vesicaperla McLellan, 1967
  - Geslacht Zelandobius Tillyard, 1921
- Onderfamilie Dinotoperlinae McLellan, 1977
  - Geslacht Alfonsoperla McLellan & Zwick, 2007
  - Geslacht Dinotoperla Tillyard, 1921
  - Geslacht Dundundra Theischinger, 1982
  - Geslacht Eunotoperla Tillyard, 1924
  - Geslacht Illiesoperla McLellan, 1971
  - Geslacht Neboissoperla McLellan, 1971
  - Geslacht Nescioperla Theischinger, 1982
  - Geslacht Odontoperla Mynott, Suter & Theischinger, 2017
  - Geslacht Oedemaperla Mynott, Suter & Theischinger, 2017
  - Geslacht Trinotoperla Tillyard, 1924
- Onderfamilie Gripopteryginae Enderlein, 1909
  - Geslacht Andiperla Aubert, 1956
  - Geslacht Andiperlodes Illies, 1963
  - Geslacht Aubertoperla Illies, 1963
  - Geslacht Claudioperla Illies, 1963
  - Geslacht Falklandoperla McLellan, 2001
  - Geslacht Gripopteryx Pictet, 1841
  - Geslacht Guaranyperla Froehlich, 2001
  - Geslacht Limnoperla Illies, 1963
  - Geslacht Neopentura Illies, 1965
  - Geslacht Paragripopteryx Enderlein, 1909
  - Geslacht Potamoperla Illies, 1963
  - Geslacht Rhithroperla Illies, 1963
  - Geslacht Teutoperla Illies, 1963
  - Geslacht Tupiperla Froehlich, 1969
  - Geslacht Uncicauda McLellan & Zwick, 2007
- Onderfamilie Leptoperlinae Banks, 1913
  - Geslacht Cardioperla McLellan, 1971
  - Geslacht Kirrama Theischinger, 1981
  - Geslacht Leptoperla Newman, 1839
  - Geslacht Newmanoperla McLellan, 1971
  - Geslacht Notoperla Enderlein, 1909
  - Geslacht Riekoperla McLellan, 1971
  - Geslacht Senzilloides Illies, 1963
- Onderfamilie Zelandoperlinae McLellan, 1977
  - Tribus Acroperlini McLellan, 1977
    - Geslacht Acroperla McLellan, 1977
    - Geslacht Apteryoperla Wisely, 1953
    - Geslacht Aucklandobius Enderlein, 1909
    - Geslacht Holcoperla McLellan, 1977
    - Geslacht Nesoperla Tillyard, 1923
    - Geslacht Rakiuraperla McLellan, 1977
    - Geslacht Taraperla McLellan, 1998

  - Tribus Megaleptoperlini McLellan, 1977
    - Geslacht Megaleptoperla Tillyard, 1923

  - Tribus Zelandoperlini McLellan, 1977
    - Geslacht Rungaperla McLellan, 1977
    - Geslacht Zelandoperla Tillyard, 1923

  - Geslacht Notoperlopsis Illies, 1963
- Geslacht  † Cardioperlisca Sinitshenkova, 1992
- Geslacht  † Eodinotoperla Jell & Duncan, 1986
- Geslacht Nydyse Navás, 1933